# Kaká Werá
Kaká Werá Jecupé (São Paulo, 1er février 1964) est un écrivain et homme politique kayapo brésilien, membre du Parti vert.

## Œuvre
- Tupã Tenondé no pé
- A Terra dos Mil Povos - História Indígena do Brasil Contada por um Índio
- As Fabulosas Fábulas de Iauaretê
- Oré Awé - Todas as Vezes que Dissemos Adeus